# Histioea aucta
Histioea aucta là một loài bướm đêm thuộc phân họ Arctiinae, họ Erebidae.